# 유경 (천릉경후)
유경(劉慶, ? ~ ?)은 전한 말기의 제후로, 장사정왕의 증손이다.

## 행적
황룡 원년(기원전 49년), 아버지 유진정의 뒤를 이어 천릉후(泉陵侯)에 봉해졌다.
원시 5년(5년), 유경은 조정에 상주하였다.
| “ | 주나라 성왕은 나이가 어려 '유자'(孺子)를 칭하고, 주공이 섭정을 하였습니다. 지금 황제께서는 《춘추》에 정통하시니, 안한공 왕망으로 하여금 천자의 일을 대행하게 하여 주공의 고사를 따르십시오. | ” |

신하들은 유경의 말에 동의하였다.
시호를 경(頃)이라 하였고, 아들 유골이 작위를 이었다.

## 출전
- 반고, 《한서》 권15하 왕자후표 下·권99상 왕망전 上